# Frontière entre l'Allemagne et les Pays-Bas
La frontière entre l'Allemagne et les Pays-Bas  est une frontière internationale séparant ces deux pays membres de l'Union européenne. C'est l'une des frontières intérieures de l'espace Schengen.  

## Tracé
Elle débute au nord sur la partie méridionale de l'estuaire de l'Ems, puis descend vers le sud, non sans dévier à maintes reprises de plusieurs kilomètres vers l'ouest, créant ainsi plusieurs saillants suivant généralement des cours d'eau : l'Overijsselse Vecht jusqu'à Coevorden, ou le Rhin jusqu'à la région de Clèves. 
Puis elle longe la vallée de la Meuse qu'elle laisse sous souveraineté néerlandaise, avant de s'en écarter à partir de la commune de Sittard-Geleen, pour rejoindre au sud-est de celle-ci le tripoint formé avec les frontières Allemagne/Belgique et Belgique/Pays-Bas au lieu-dit Vaalserberg situé à environ trois kilomètres à l'ouest d'Aix-la-Chapelle.

Carte anglophone du tracé nord de la frontière.